# Valle Caudina
La Valle Caudina, o piana o piano di Montesarchio è una valle che si trova in Campania, il cui territorio è amministrativamente diviso tra le province di Benevento e Avellino, contando in tutto circa 69 000 abitanti.

## Geografia fisica

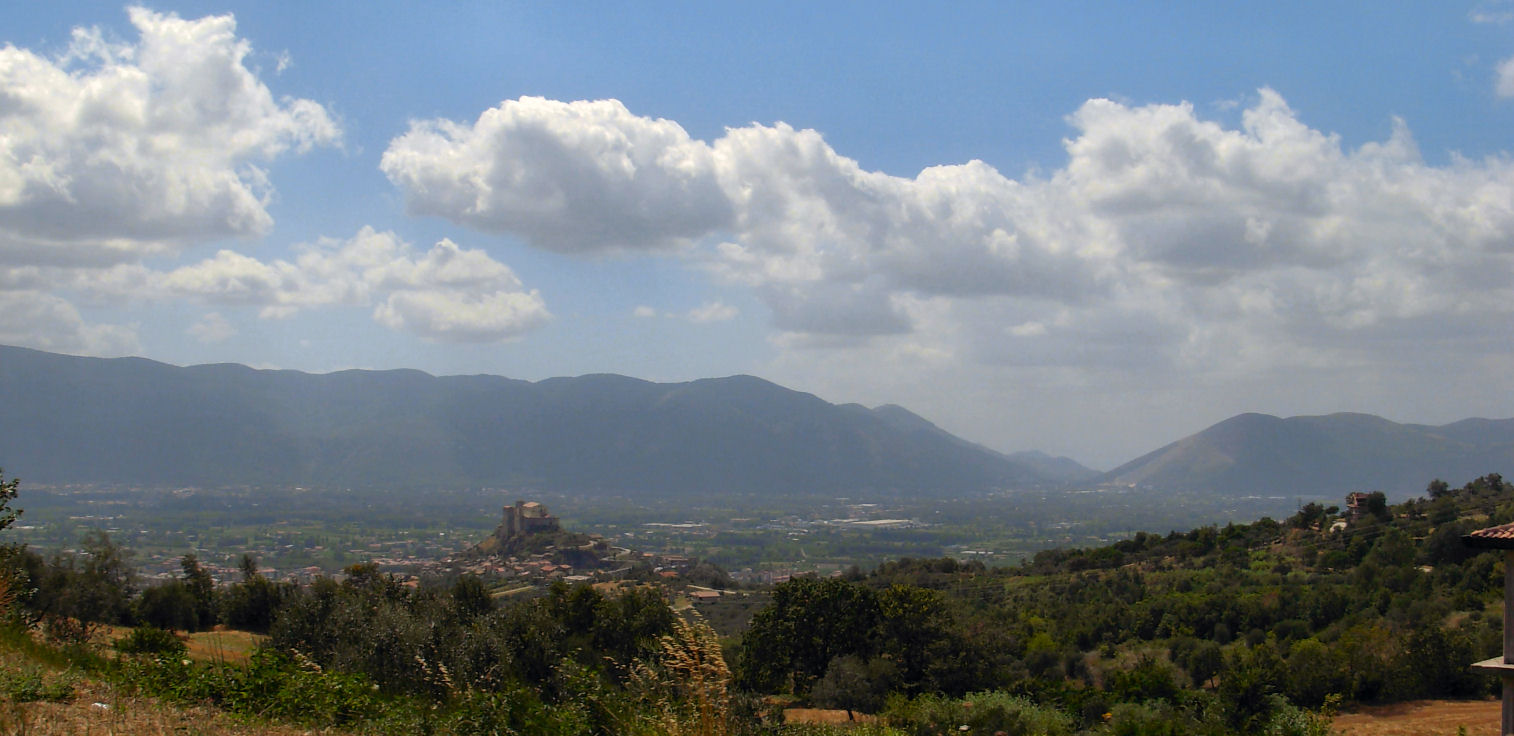
La Valle vista dalle pendici del Monte Taburno. Verso il centro è la collina di Montesarchio con il castello, sullo sfondo le montagne del Partenio.

La valle è delimitata a sud dalla catena montuosa del Partenio, e a nord dal massiccio del Taburno e da alture minori; si estende per circa 13 km in direzione ovest-est e 6 km in direzione nord-sud o, secondo altre fonti, 10 in lunghezza e 5 in larghezza.
Il suo principale ingresso da ovest è la Stretta di Arpaia, identificata in genere con le Forche Caudine, situata tra i monti Tairano e Castello, ma vi è anche la gola di Moiano. L'ingresso orientale è invece il passo di Sferracavallo nel comune di Montesarchio. Il territorio della valle nel complesso è pianeggiante o lievemente ondulato; l'altitudine media si aggira attorno ai 290–310 m s.l.m. È attraversata dal fiume Isclero, che nasce sulle propaggini del Taburno e passa attraverso la gola di Moiano, riversandosi poi nel Volturno.

## Storia
La Valle Caudina era originariamente occupata da un lago alimentato da acque provenienti dal Taburno e dal Partenio.
Rinvenimenti di ceramiche a San Martino Valle Caudina fanno pensare a primi insediamenti risalenti all'età del bronzo (1800-1000 a.C.). Vi nasce poi, attorno all'VIII secolo a.C., la città di Caudium, capitale della tribù sannitica dei Caudini, ricordata soprattutto per l'umiliante sconfitta delle Forche Caudine che i Sanniti inflissero ai Romani nel 321 a.C. durante la seconda guerra sannitica. La collocazione ritenuta più probabile è tra gli attuali abitati di Montesarchio e Bonea. In epoca romana vi passava la via Appia nel tratto tra Capua e Beneventum.
I nuclei originari dei paesi attuali sorsero attorno a castelli sulle pendici delle montagne circostanti la valle, a causa della necessità degli abitanti di premunirsi contro le incursioni dei Longobardi. Nel corso del tempo essi si sono sviluppati verso la pianura, anche se la parte centrale della valle è tuttora dedicata prevalentemente alle coltivazioni.

## Geografia antropica
Caratterizzata da un grado di urbanizzazione non molto elevato (anche se decisamente superiore a quello del resto delle province di Avellino e Benevento), la Valle Caudina presenta ampie zone dedicate alle coltivazioni o in cui il patrimonio naturalistico è intatto. È attraversata dalla SS 7 "Appia", dalla realizzanda statale a scorrimento veloce "Fondo Valle Isclero", dal realizzando "asse attrezzato Pianodardine - Valle Caudina" e dalla ferrovia Benevento-Cancello-Napoli.
L'attività produttiva è principalmente agricola (cereali, ortaggi, olive, uva da vino) anche se va affermandosi una certa attività industriale, in particolare nel comune più grande, Montesarchio, e attorno alla via Appia (industria dei materiali da costruzione, un oleificio). Il commercio è favorito dalla posizione centrale della Valle. Attualmente si mira anche allo sviluppo turistico.

### Comuni
Il territorio della Valle Caudina è diviso in 14 comuni, di cui 10 in provincia di Benevento e 4 in provincia di Avellino.
 Provincia di Avellino
- Cervinara
- Rotondi
- Roccabascerana*
- San Martino Valle Caudina

 Provincia di Benevento
- Airola
- Arpaia
- Bonea
- Bucciano
- Forchia

 Provincia di Benevento
- Moiano
- Montesarchio
- Pannarano* (en/exclave)
- Paolisi
- Sant'Agata de' Goti*

I comuni contrassegnati da un asterisco si trovano in una posizione periferica e, pur essendo legati agli altri per ragioni storico-culturali, talvolta non vengono considerati comuni della Valle Caudina. Senza di loro, gli abitanti della Valle sono circa 52.000. A fine anni 2010 è in corso di realizzazione l'unione di comuni tra alcuni dei centri a cavallo delle due province.